# Erdélyi Vajdaság
Az erdélyi vajdaság a középkori Magyar Királyság különleges területi egysége, tartománya volt. Vezetője az erdélyi vajda, a király által kinevezett, hatalommal felruházott tisztségviselő volt. 

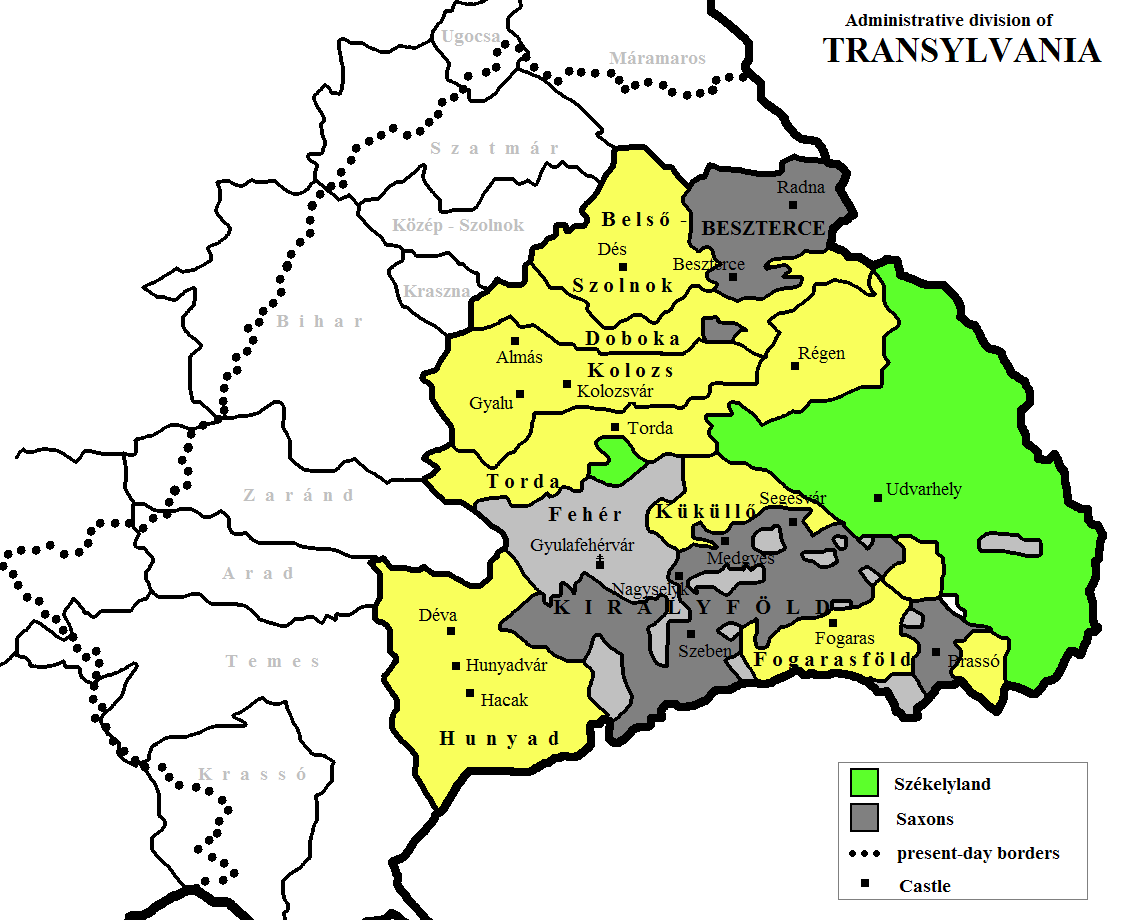
A vajda hatáskörébe tartozó területek a késő középkorban sárgával jelölve

Erdély felett a királyt helyettesítő széles jogkörrel rendelkezett. Szélesebb hatáskörrel rendelkezett, mint a nádor, akinek az ő területe felett nem is volt hatásköre. A vajda Erdélyben hadat is gyűjthetett, veszély esetén, előzetes királyi engedély nélkül, amit területének a központtól való távolsága indokolt. Területén az ispánok neki tartoztak engedelmességgel, nem a királynak. Nagy Károly közigazgatási rendszerében az őrgróf feleltethető meg neki. Magyarországon még a bánok rendelkeztek hasonló jogkörrel, lásd a Horvát Bánságot, de közelebb voltak a Temesi és Szörényi Bánságok.
Az erdélyi vajdaság területe kezdetben egyetlen hatalmas dél-erdélyi „Fehér” tartományt képezett, melynek élén a külső magyarországi nagyurak közül kinevezett, többnyire a király környezetében tartózkodó vajda állt. Később, ennek a területén létrejött Fehér (Alsó, Felső), Fogaras (kerület), Hunyad, Küküllő. vármegyék. Ezt követően később, a 13. század végére az összes erdélyi vármegye a vajdaság része lesz (Torda, Kolozs, Doboka, Belső-Szolnok), és az ispánok a vajda alárendeltjei lesznek. Idővel néhány partiumi megyét is a vajda irányított (Zaránd, Krassó, Kraszna, Közép-Szolnok). A vajdaság közigazgatási szerepe az Anjou-korban már jóval túlterjedt Erdély földrajzi határain. Laczkfi Dénes vajda hatásköre 1366-ban túlnyúlt a Tiszán, északon Zemplénig terjedt (de ez nem volt jellemző). Eredetileg a Székelyföld és a Szászföld nem tartozott a Vajdasághoz, de a 14–15. századokban az erdélyi vajda rendszerint a székely őrgróf címet is viselte, így a teljes történeti Erdély és a Partium irányítását kezében tartotta.
A tisztség kialakulását illetően több feltételezés van. Szerepet játszott az államalapítás előtti gyula méltóság, különös tekintettel annak hadvezéri szerepére, aminek szláv megfelelője a vajda/vojevod szó. 
A vajda cím (princeps) formában (amely azonos a későbbi erdélyi fejedelem címével) először 1111-ben, Könyves Kálmán egyik oklevelében tűnik fel, Mercurius princeps Ultrasilvanus alakban. Az első tulajdonképpeni erdélyi vajdát egy 1176-os oklevél említi: "Eustachius waivoda" (Lesták vajda) címmel. 
Az erdélyi vajdai cím eredete nem tisztázott. Az erdélyi vajda cím azonban valószínűleg közvetlenül a gyulafehérvári ispán címéből alakult ki. A 13. század elején feltűnnek az oklevelekben Fehér, Torda, Küküllő és Hunyad megyék, de ispánjaikról nincs szó bennük. Ezeket a megyéket feltehetőleg a gyulafehérvári ispán igazgatta. Makkai László szerint ez kapcsolatba hozható egy 1097-es oklevéllel, melyben Vincurius comes Bellegratae szerepel. „A vajda és a gyulafehérvári ispán egyszerre, mint két külön személy nem fordulnak elő, a két tisztség azonossága tehát ebben is igazolást nyer.” A „vajda” szó csak egy 1176-os, majd 1199-es oklevélben tűnik fel először. Az erdélyi vajda, mint láttuk,  a 13. századig csak Dél-Erdélyt kormányozta, hatásköre csak e század végére terjedt ki a teljes földrajzi Erdélyre. Az is említésre méltó, hogy a románok magasabb szintű vezetőit is Vaivoda-nak (Voievod) nevezték, a kisebb területi egységet vezető több kenéz, kenézségek irányítására vonatkozott. Azonban megfigyelhető, hogy a Hátszeg és a Fogaras román kerületek kenézsége fölött soha egy dokumentum sem említ vajdát, még 1247-es adománylevélben is pontositják, hogy Litovoi olténiai vajda hatásköre nem terjed ki a hátszegi kenézekre. A hátszegi kenézekről később is említést tesznek, vajdáról nem, mivel ezek már az erdélyi vajda alá tartoztak: "1263-ban a későbbi magyarbrettyei uradalom három faluját képező darócföldeket István ifjabb király egyik főúri hívének eladományozván, kivette az adományból Dragun és Kodoch kenézi földjeit (exceptis terris… kenasiis)" 
A "vajvoda" tisztség megnevezés származhat a bolgár uralom idejéből, is, mivel a tartomány déli és keleti részét a honfoglalásnál viszonylag később, 930-950 között hóditották el a bolgár cárságtól, amelynek idejében a későbbi vajdaság székhelyén, /régi nevén Bălgrad/ Gyulafeháron volt egy katonai és egyházi központ.